# Калифорния (фильм, 2006)
Калифорния (фр. La Californie) — французский фильм 2006 года режиссёра и сценариста Жака Фьески, экранизация рассказа «Chemin sans issue»(«В тупике») Жоржа Сименона. Показан в секции Особый взгляд Каннского кинофестиваля в 2006 году.

## Сюжет
Долгое время казалось ничто не может разлучить Мирко и Стефана. Сейчас они на Французской Ривьере. У них нет ничего, они стоптали каблуки в поисках работы. На выходе из дискотеки они встречают Маги, богатую женщину, которая слишком много пьет. Маги нанимает Мирко и Стефана к себе на службу на её роскошной вилле. Между ней, её дочерью Элен, Мирко и Стефаном, возникают запутанные отношения, ставящие их в опасность. Совершено преступление, и каждый, кто был на вилле, мог его совершить…

## Номинации
«Сезар»
- 2007 — Премия «Сезар» за лучшую женскую роль второго плана — Милен Демонжо
- 2007 — Премия «Сезар» самому многообещающему актёру — Радивойе Буквич

## В ролях
- Натали Бай — Маги
- Рошди Зем — Мирко
- Людивин Санье — Элен
- Милен Демонжо — Катя
- Радивойе Буквич — Стефан
- Ксавье де Гийбон — Франсис
- Каролин Дюси — Лили